# Regimentul 1 de vânători pedeștri din Gardă

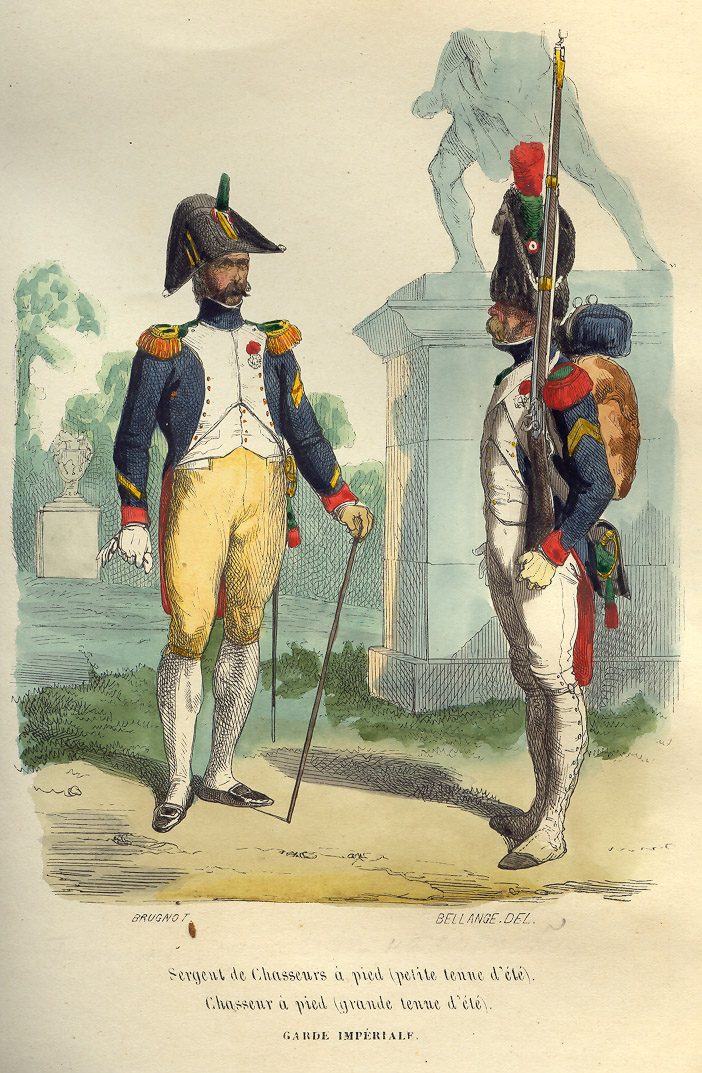
Vânători pedeştri din Vechea Gardă: sergent (mică ţinută de vară) şi soldat (mare ţinută de vară).

Regimentul 1 de vânători pedeștri din Garda Imperială reprezenta o unitate militară din cadrul „Vechii Gărzi” Imperiale Franceze a Primului Imperiu, ce a fost prezentă la cele mai multe dintre marile bătălii ale războaielor napoleoniene. 

## Origini și organizare
Primul batalion de vânători pedeștri din Garda Consulară a fost creat după bătălia de la Marengo, printr-o hotărâre datată 8 septembrie 1800. Aceeași hotărâre organiza cele două batalioane de grenadieri pedeștri din Gardă. Această hotărâre prevedea că batalionul de vânători pedeștri va avea 8 companii de câte 102 oameni fiecare. Apoi, în 1801, o altă hotărâre reorganiza Garda Consulară, care era împărțită în două corpuri, unul cuprinzând două batalioane de grenadieri, celălalt cuprinzând două batalioane de vânători. Fiecare dintre cele două corpuri avea câte un șef de brigadă, care primea ordine direct de la comandantul infanteriei. Pe 22 ianuarie 1804, chiar înainte de proclamarea Imperiului, este creat un batalion de veliți, un al doilea fiind creat pe 1 noiembrie 1805 și ambele fiind atașate batalioanelor de vânători pedeștri. Integrarea acestor tineri soldați în rândurile veteranilor din batalioanele de vânători s-a făcut treptat și nu fără dificultăți. Prin decretul din 29 iulie 1804, se stabilește organizarea Gărzii Imperiale și componența infanteriei acesteia, care este organizată într-un regiment de grenadieri și unul de vânători, ambele având câte două batalioane de câte 8 companii. Ulterior, batalioanele au fost aduse la 4 companii, dar efectivele companiilor au fost dublate, pentru a se ajunge la efectivele complete de 1600 de oameni pentru întregul regiment.
Recrutarea vânătorilor era deosebit de riguroasă și se făcea din liste de 10 subofițeri și soldați, întocmite de fiecare regiment de infanterie al armatei. Fiecare dintre subofițerii și soldații de pe aceste liste trebuia să avut minim 5 ani de serviciu militar, să fi participat la minim 2 campanii și să fi primit cu această ocazie recompense pentru acțiunile de pe câmpul de bătălie sau pentru rănile primite. În 1806, anul creării unui al doilea regiment de vânători pedeștri, cât și a regimentului de veliți, s-a putut constata că toți soldații din primul regiment aveau minim 10 ani de serviciu militar.

## Istoric
Mai puțin prezenți în legenda napoleoniană decât grenadierii, având uniforme similare, vânătorii au participat totuși la toate marile campanii ale Imperiului, la fel ca și primii. Regimentul participă la toate marile momente ale războaielor napoleoniene, fiind angajat puternic la Eylau, la Essling, și suferind pierderi grele în timpul campaniei din Rusia, pentru a lupta apoi cu bravură inegalabilă la Hanau. Trei companii de vânători din cadrul regimentului îl însoțesc pe Împăratul Napoleon I în exil în insula Elba, iar restul sunt reorganizați de Restaurația franceză în „corpul regal al vânătorilor pedeștri ai Franței”. Reorganizat în timpul celor o sută de zile, împreună cu întreaga Gardă, regimentul participă la campania din Belgia, luptând eroic în bătălia de la Ligny. La bătălia de la Waterloo, batalionul 2 din regimentul 1 este angajat spre seară în cadrul atacului Gărzii. Al doilea batalion nu a fost angajat, rămânând în urmă pentru a asigura protecția efectelor Împăratului.